# Otto Vargas
Otto César Vargas (Choele Choel, Río Negro, 1930-Buenos Aires, 14 de febrero de 2019) fue un político argentino, secretario general del Partido Comunista Revolucionario (PCR) desde su fundación en 1968 hasta la fecha de su muerte.

## Biografía
Durante su infancia conoció de cerca la situación de los obreros rurales, principalmente de la esquila, y fue fuertemente influenciado por el movimiento de solidaridad con la República Española. Cursó sus estudios secundarios en Bahía Blanca, donde se alojó en la casa de su abuelo, un obrero ferroviario, y allí presenció el cambio social generado por el peronismo. En 1947 se trasladó a Buenos Aires con el objetivo de ingresar en la Escuela de Náutica. En esa ciudad se alojó en una pensión en la que convivió con cinco obreros. Uno de ellos, obrero portuario venido desde Paraguay, militaba en el Partido Comunista y fue quien le acercó los primeros materiales de aquel partido. Imposibilitado de ingresar en la Escuela Náutica, se trasladó a La Plata, donde estudió Derecho en la UNLP y en abril de 1949, a los diecinueve años, se afilió a la Federación Juvenil Comunista.
Al tiempo de afiliarse, pasó a tomar tareas internacionales en la Federación Mundial de Juventudes Democráticas, donde participó de la organización de cuatro ediciones del Festival Mundial de la Juventud y los Estudiantes (los de Berlín, Budapest, Varsovia y Moscú).
Durante 1958 realiza trabajos clandestinos en la Cuba de Batista, lo que le permite presenciar los días previos a la Revolución. Vuelve a Cuba en enero de 1959, y conoce personalmente al Che Guevara. Eran los días de la “desestalinización” y del XX Congreso del PCUS, por la que Otto Vargas estaba influenciado, y en un encuentro con Guevara este le manifiesta su rechazo a las nuevas tesis soviéticas, principalmente con lo relacionado con Stalin y al tránsito pacífico al socialismo.
En 1962, al estallar en el seno del PC la crisis más profunda de su historia, Otto Vargas es secretario del zonal La Plata, desde donde impulsa la lucha contra lo que llamaban la desviación oportunista de la dirección del PC. En 1967, el dirigente de este partido, Rubens Íscaro, para referirse a los disidentes habla en un folleto de “el grupo dirigido por Otto Vargas”. En diciembre de ese año, da a conocer su folleto “¿Por qué no se quiere discutir?”, que sería fundamental en la constitución del nuevo partido, fundado el 6 de enero de 1968.
Como dirigente del PCR, Otto Vargas realiza contribuciones fundamentales para romper con las tesis del XX Congreso del PCUS, y tras conocer profundamente la Revolución Cultural china y el maoísmo, es uno de los impulsores de la adhesión del PCR a este. Otto Vargas es fundamental en el proceso que lleva al PCR a romper con teorías como la del “capitalismo dependiente”, y en la definición de la insurrección armada como el camino fundamental de la Revolución argentina.
Junto a César Gody Álvarez y a René Salamanca, protagoniza una de las experiencias más avanzadas de la izquierda argentina: la recuperación para el clasismo del SMATA-Córdoba, el sindicato industrial más grande del interior del país y por esos días también el más combativo. En 1974, junto a su partido, encabeza la lucha antigolpista.
El 29 de marzo de 1996, en un acto realizado en el Sindicato Luz y Fuerza de Córdoba, hace pública la táctica del PCR de luchar por un “Argentinazo” que imponga otro gobierno y otra política.

## Obras de Otto Vargas
- La Revolución Cultural Proletaria China (1972). Ediciones Tercer Mundo.
- Sobre el modo de producción dominante en el Virreinato del Río de la Plata. (1983). Editorial Ágora.
- El marxismo y la revolución argentina, Tomo 1. (1987). Editorial Ágora.
- Los ignorados. Investigación sobre la existencia de campesinos pobres y medios en la pampa húmeda. (1992). Cuadernos N.º 2 de Editorial Ágora.
- Vigencia del pensamiento de Mao Tse Tung. (1993). Edición del PCR de la Argentina.
- Una visión de 30 años de historia argentina desde el maoísmo. (1997). Colección "La Década del '70". Ediciones Nueva Hora.
- La Revolución Cultural Proletaria China.
- ¿Ha muerto el comunismo? El maoísmo en Argentina. Conversaciones con Otto Vargas. Editorial Agora. Segunda Edición actualizada: 1997.
- El marxismo y la revolución argentina, Tomo 2. (1999). Editorial Ágora.
- Conferencias. Aportes al estudio del marxismo y la revolución argentina. (2002). Editorial Ágora.[1]